# Zusammenhangsmaß
Ein Zusammenhangsmaß gibt in der Statistik die Stärke und gegebenenfalls die Richtung einer Abhängigkeit zweier statistischer Variablen wieder.
Ein Assoziationsmaß ist ein Zusammenhangsmaß bei dem mindestens eine Variable nominalskaliert ist. Korrelationskoeffizienten sind im Falle nominalskalierter Variablen ungeeignet, da keine Ordnungsrelation auf der nominalen Skala definiert ist.

## Allgemeines
Je nach Voraussetzung gibt es einen oder mehrere mögliche Zusammenhangsmaße, z. B.
- abhängig vom Skalenniveau der Merkmale oder Zufallsvariablen: kategorial (nominal, ordinal) oder metrisch und
- abhängig davon, ob man ein standardisiertes oder ein nicht-standardisiertes Maß verwenden möchte.

Als nicht-standardisierte Zusammenhangsmaße werden solche bezeichnet, die ausschließlich für Tabellen gleicher Dimension und/oder bei gleichem Stichprobenumfang vergleichbar sind. Diese Maße nehmen in der Regel den Wert null an, wenn keine Abhängigkeit zwischen den betrachteten Merkmalen vorliegt. Standardisierte Zusammenhangsmaße nehmen Werte in einem Intervall an; damit kann man auch die Stärke des Zusammenhangs beurteilen.
Standardisierte Zusammenhangsmaße, bei denen mindestens ein Merkmal nominal skaliert ist, nehmen meist nur Werte im Intervall {\displaystyle [0;1]} an. Sind beide Merkmale mindestens ordinal skaliert, dann nehmen die standardisierten Zusammenhangsmaße Werte in Intervall {\displaystyle [-1;1]} (Fall 1) oder {\displaystyle [0;1]} (Fall 2) an. Im ersten Fall wird neben der Stärke des Zusammenhangs auch eine Richtung angegeben.
Zum zweiten Fall zählen auch die Fehlerreduktionsmaße. Hier wird vorausgesetzt, dass ein Vorhersagewert für die abhängige Variable berechnet werden kann. Einmal unter Kenntnis des Zusammenhangs (je nach Wert/Kategorie der unabhängigen Variablen wird ein bestimmter Wert / eine bestimmte Kategorie der abhängigen Variablen vorausgesagt) und einmal ohne Kenntnis des Zusammenhangs (nur basierend auf den Werten/Kategorien der abhängigen Variablen). Danach wird die Reduktion des Vorhersagefehlers bei beiden Methoden betrachtet. Damit wird der Zusammenhang zwischen den Variablen indirekt quantifiziert. Dies führt auch zu asymmetrischen Maßzahlen, je nachdem, welche der beiden Variablen die abhängige Variable ist. Asymmetrisch bedeutet hier, dass sich der Wert des Koeffizienten ändert, wenn man statt der Beobachtungsreihe {\displaystyle (x_{i},y_{i})} die Beobachtungsreihe {\displaystyle (y_{i},x_{i})} betrachtet.

## Koeffizienten

### Für zwei nominale Variablen
Bei Koeffizienten für zwei nominal skalierten Variablen liegt eine Kontingenztabelle mit den gemeinsamen Häufigkeiten (bzw. Wahrscheinlichkeiten für Zufallsvariablen) zugrunde. Für die direkte Messung des Zusammenhangs wird die quadratische Kontingenz verwendet, die die beobachten gemeinsamen Häufigkeiten mit den erwarteten gemeinsamen Häufigkeiten unter Unabhängigkeit (= kein Zusammenhang) vergleicht. Weichen die beiden Häufigkeiten für eine oder mehrere Kombinationen von Merkmalsausprägungen voneinander ab, dann liegt ein Zusammenhang vor. Des Weiteren gibt es spezielle Koeffizienten für 2x2-Kontingenztabellen.
Zusammenhangsmaße für nominale Variablen können auch für ordinale oder metrisch diskrete Merkmale eingesetzt werden. Allerdings wird dabei ein Teil der Information in den Daten, z. B. die Rangfolge der Merkmalsausprägungen, nicht ausgenutzt.
| Koeffizient                        | Wertebereich                            | Bemerkung                                                                         |
| ---------------------------------- | --------------------------------------- | --------------------------------------------------------------------------------- |
| Quadratische Kontingenz            | größer gleich null                      | nicht-standardisiert, symmetrisch                                                 |
| Mittlere quadratische Kontingenz   | größer gleich null                      | standardisiert für 2x2-Kontingenztabellen, symmetrisch                            |
| Kontingenzkoeffizient              | größer gleich null und kleiner als eins | nicht-standardisiert, symmetrisch                                                 |
| Korrigierter Kontingenzkoeffizient | im Intervall {\displaystyle [0;1]}      | standardisiert, symmetrisch                                                       |
| Cramérs V                          | im Intervall {\displaystyle [0;1]} (?)  | standardisiert, symmetrisch                                                       |
| Phi-Koeffizient                    | im Intervall {\displaystyle [0;1]} (?)  | standardisiert, symmetrisch, Spezialfall von Cramérs V für 2x2-Kontingenztabellen |
| Chancenverhältnis                  | größer gleich null                      | nicht-standardisiert, asymmetrisch, meist für 2x2-Kontingenztabellen              |
| Goodman und Kruskals Lambda        | im Intervall {\displaystyle [0;1]}      | standardisiert, symmetrisch und asymmetrisch, Fehlerreduktionsmaß                 |
| Goodman und Kruskals Tau           | im Intervall {\displaystyle [0;1]}      | standardisiert, symmetrisch und asymmetrisch, Fehlerreduktionsmaß                 |
| Unsicherheitskoeffizient           | im Intervall {\displaystyle [0;1]}      | standardisiert, symmetrisch und asymmetrisch, Fehlerreduktionsmaß                 |

### Für zwei ordinale Variablen
Bei Koeffizienten für zwei ordinal skalierte Variablen wird die Zahl der Beobachtungspaare {\displaystyle (x_{i},y_{i}),(x_{j},y_{j})} ermittelt, die konkordant ({\displaystyle x_{i}<x_{j}} und {\displaystyle y_{i}<y_{j}}) bzw. diskordant ({\displaystyle x_{i}<x_{j}} und {\displaystyle y_{i}>y_{j}}) sind. Konkordante Paare sprechen eher für einen positiven Zusammenhang, d. h. bei den Beobachtungen treten kleine Werte von {\displaystyle X} mit kleinen Werten von {\displaystyle Y} und große Werte von {\displaystyle X} mit großen Werten von {\displaystyle Y} auf. Diskordante Paare sprechen eher für einen negativen Zusammenhang, d. h. bei den Beobachtungen treten kleine Werte von {\displaystyle X} mit großen Werten von {\displaystyle Y} und große Werte von {\displaystyle X} mit kleinen Werten von {\displaystyle Y} auf. Aus der Zahl der konkordanten und diskordanten wird dann ein Zusammenhangsmaß berechnet. Die einzelnen Koeffizienten unterscheiden sich dann in der Art und Weise wie Bindungen, d. h. Beobachtungspaare mit {\displaystyle x_{i}=x_{j}} und/oder {\displaystyle y_{i}=y_{j}} berücksichtigt werden.
Eine Alternative ist die Verwendung von Rängen. Hierbei wird jedem Beobachtungswert {\displaystyle x_{i}} ein Rang zugeordnet, der seiner Position in der sortierten Reihe der {\displaystyle X} Werte angibt. Das Gleiche geschieht mit den {\displaystyle Y}-Werten. Dann wird für jede Beobachtung der Rang von {\displaystyle x_{i}} mit dem Rang von {\displaystyle y_{i}} verglichen. Je stärker die Ränge bei einer Beobachtung übereinstimmen, desto mehr spricht es für einen positiven Zusammenhang. Je stärker sich die Ränge bei einer Beobachtung unterscheiden, desto mehr spricht es für einen negativen Zusammenhang.
Zusammenhangsmaße für ordinale Variablen können auch für metrische Merkmale eingesetzt werden. Auch hierbei wird dann ein Teil der Information in den Daten nicht ausgenutzt, andererseits sind diese Koeffizienten dann robust gegen Ausreißer und zeigen auch nicht-linearen Zusammenhänge an.
| Koeffizient                                | Wertebereich                                                                          | Bemerkung |
| ------------------------------------------ | ------------------------------------------------------------------------------------- | --- |
| Kovarianz für Rangplätze                   | im Intervall {\displaystyle \left[-{\tfrac {n(n-1)}{2}};+{\tfrac {n(n-1)}{2}}\right]} | nicht-standardisiert, symmetrisch, Differenz der konkordanten und diskordanten Paare |
| Kendall’sches Tau a                        | im Intervall {\displaystyle [-1;+1]}                                                  | standardisiert, symmetrisch, berücksichtigt keine Bindungen |
| Kendall’sches Tau b                        | im Intervall {\displaystyle [-1;+1]}                                                  | standardisiert, symmetrisch, berücksichtigt keine Beobachtungspaare mit {\displaystyle x_{i}=x_{j}} und {\displaystyle y_{i}=y_{j}}, erreicht die Werte {\displaystyle -1} und {\displaystyle +1} auf nicht-quadratischen Tabellen nicht |
| Kendall’sches Tau c                        | im Intervall {\displaystyle [-1;+1]}                                                  | standardisiert, symmetrisch, berücksichtigt keine Bindungen, korrigiert aber für nicht-quadratischen Tabellen |
| Kendall’sches Tau                          | im Intervall {\displaystyle [-1;+1]}                                                  | standardisiert, symmetrisch, berücksichtigt keine Beobachtungspaare mit {\displaystyle x_{i}=x_{j}} und {\displaystyle y_{i}=y_{j}} |
| Goodman und Kruskals Gamma                 | im Intervall {\displaystyle [-1;+1]}                                                  | standardisiert, symmetrisch, weist beim Vorliegen von Bindungen zu hohe Werte auf, der Absolutbetrag ist ein Fehlerreduktionsmaß |
| Yule's Q                                   | im Intervall {\displaystyle [-1;1]}                                                   | standardisiert, symmetrisch, Spezialfall von Goodman und Kruskals Gamma für dichotome Variablen, kann auch für nominale Variablen eingesetzt werden                                                                                      |
| Spearman’scher Rangkorrelationskoeffizient | im Intervall {\displaystyle [-1;+1]}                                                  | standardisiert, symmetrisch, setzt implizit voraus, dass benachbarte Ränge immer den gleichen Abstand haben |

### Für zwei metrische Variablen

Konstruktion der Kovarianz:

Bei Koeffizienten für zwei metrisch skalierte Variablen wird für jede Beobachtung der Abstand von {\displaystyle x_{i}} zu einem Mittelwert der {\displaystyle X} Werte sowie der Abstand von {\displaystyle y_{i}} zu einem Mittelwert der {\displaystyle Y} Werte ermittelt. Danach wird für jede Beobachtung das Produkt der beiden Abstände berechnet und über alle Beobachtungen gemittelt. Positive Werte des Produktes sprechen für einen positiven Zusammenhang, negative Werte für einen negativen Zusammenhang. Die Grafik rechts zeigt dies für die Kovarianz einer Beobachtungsreihe: Für jede Beobachtung wird der Abstand zum Mittelwert ermittelt, dann multipliziert und gemittelt. Die Koeffizienten unterscheiden sich darin wie der Abstand berechnet wird und welcher Mittelwert verwendet wird (arithmetisches Mittel oder Median).
Auch der Spearman’sche Rangkorrelationskoeffizient folgt diesem Schema, statt {\displaystyle x_{i}} und {\displaystyle y_{i}} werden die Ränge von {\displaystyle x_{i}} und {\displaystyle y_{i}} in der Bravais-Pearson-Korrelation verwendet. Durch die Eigenschaften der Ränge, z. B. {\displaystyle \textstyle \sum _{i=1}^{n}\operatorname {Rang} (x_{i})={\tfrac {n(n+1)}{2}}}, kann die Formel der Bravais-Pearson-Korrelation vereinfacht werden.
| Koeffizient                 | Wertebereich                                     | Bemerkung                                                                            |
| --------------------------- | ------------------------------------------------ | ------------------------------------------------------------------------------------ |
| Kovarianz                   | im Intervall {\displaystyle (-\infty ;+\infty )} | nicht-standardisiert, symmetrisch, nicht robust, misst nur den linearen Zusammenhang |
| Bravais-Pearson-Korrelation | im Intervall {\displaystyle [-1;+1]}             | standardisiert, symmetrisch, nicht robust, misst nur den linearen Zusammenhang       |
| Quadrantenkorrelation       | im Intervall {\displaystyle [-1;+1]}             | standardisiert, symmetrisch, robust, misst auch nicht-lineare Zusammenhänge          |
| Bestimmtheitsmaß            | im Intervall {\displaystyle [0;+1]}              | standardisiert, symmetrisch, nicht robust, Fehlerreduktionsmaß                       |

### Für zwei Variablen unterschiedlichen Skalenniveaus
Eine oft genutzte Möglichkeit ist die Benutzung eines Koeffizienten, der für zwei Variablen des niedrigen Skalenniveaus geeignet ist. Ist z. B. eine Variable ordinal, die andere metrisch skaliert, dann benutzt man einen Koeffizienten für zwei ordinale Variablen. Dabei nimmt man in Kauf, dass man nicht alle Informationen in den Beobachtungen ausnutzt.
Sehr problematisch wird dies, wenn eine Variable metrisch (stetig) ist und die andere nominal. Daher wurden eine Reihe von speziellen Koeffizienten für unterschiedliche Skalenniveaus entwickelt. Eine Vertauschung der Rollen der Variablen in den Formeln ist nicht möglich, d. h. es ergibt keinen Sinn, von symmetrischen oder asymmetrischen Koeffizienten zu sprechen.
| Koeffizient                | {\displaystyle X} | {\displaystyle Y} | Wertebereich                        | Bemerkung                         |
| -------------------------- | ----------------- | ----------------- | ----------------------------------- | --------------------------------- |
| Eta Quadrat                | nominal           | metrisch          | im Intervall {\displaystyle [0;+1]} | Fehlerreduktionsmaß, nicht robust |
| Punktbiseriale Korrelation | dichotom          | metrisch          | im Intervall {\displaystyle [0;+1]} | nicht robust                      |